# Acorn Computer Archimedes A7000
Acorn Computer Archimedes A7000 (Archimedes A7000) је професионални рачунар, производ фирме Acorn Computer који је почео да се израђује у Уједињеном Краљевству током 1995. године.
Користио је 32-битни ARM 7500 RISC као централни микропроцесор а RAM меморија рачунара Archimedes A7000 је имала капацитет од 4 MB. 
Као оперативни систем кориштен је RISC OS 3.6 или 3.7 (у ROM).

## Детаљни подаци
Детаљнији подаци о рачунару Archimedes A7000 су дати у табели испод.
|                       |                                                                                                 |
| [ 1 ]                 |                                                                                                 |
| Произвођач            |                                                                                                 |
| Тип                   | професионални рачунар                                                                           |
| Меморија              | 4 MB                                                                                            |
| Поријекло             | Уједињено Краљевство                                                                            |
| Година                | 1995                                                                                            |
| Тастатура             | Пуни помак 102 тастера PC-стил                                                                  |
| Процесор              |                                                                                                 |
| Фреквенција процесора | 32                                                                                              |
| RAM                   | 4 MB                                                                                            |
| ROM                   | 1MB                                                                                             |
| Текст                 | 80 стубова x 25 линија све до 132 x 32                                                          |
| Графика               | VGA видео излаз. Бројни графички модови. Све до 16 милоина боја на 480x352, 32K боја на 800x600 |
| Боја                  | 4 сиве или 16 сивих или 16 боја или 256 сивих или 256 боја или 32K боја или 16 милоина боја.    |
| Звук                  | 8 гласова синтисајзер                                                                           |
| Димензије             | 49,5 (ширина) x 38,4 (дубина) x 13 (висина) / 11,8                                              |
| Портови               |                                                                                                 |
| Оперативни систем     |                                                                                                 |